# Into the Unknown (Album)
Into the Unknown ist ein Musikalbum der Punkrockband Bad Religion aus dem Jahr 1983. Es ist das bisher erfolgloseste Album der Band und gilt auf Grund der von Konflikten geprägten Aufnahmesessions, während denen der Schlagzeuger Pete Finestone und der Bassist Jay Bentley die Band verließen, als ausschlaggebend für die vorläufige Trennung der Band zwei Jahre später. In einem Interview mit dem deutschen Magazin Rock Hard von 1989 distanziert sich Brett Gurewitz von diesem Album.
Auf diesem Album versuchte die Gruppe sich für neue Einflüsse zu öffnen, etwa aus dem Psychedelic Rock. Dieser Versuch wurde von der Band als gescheitert angesehen und das Label Epitaph Records, das dem Gitarristen Brett Gurewitz gehört, zog die noch nicht verkauften der insgesamt 10.000 Exemplare aus dem Handel zurück. Später wurden die übrig gebliebenen Platten von Gurewitz’ Freundin heimlich verkauft.
Als einziges Album der "klassischen" Epitaph-Phase der Band (How Could Hell Be Any Worse? bis Generator) wurde Into The Unknown nicht remastered und ist bisher offiziell nicht als CD erhältlich. Die LP war Teil eines Vinyl-Box-Sets zum 30-jährigen Bandjubiläum mit allen bis dato 15 veröffentlichten Studioalben.
Der überaus negativen Rezeption zu Zeiten seiner Veröffentlichung entsprechend, wird Into The Unknown bei Konzerten ignoriert. Erst seit 2010 wird das Stück Billy Gnosis äußerst selten gespielt. 2019 war der Song The Dichotomy fester Bestandteil des Livesets und wurde auch anlässlich der vier aufgezeichneten Jubiläumsshows zum 40-jährigen Bandjubiläum aufgeführt.

## Titelliste
1. It's Only Over When...
2. Chasing the Wild Goose
3. Billy Gnosis
4. Time and Disregard
5. The Dichotomy
6. Million Days
7. Losing Generation
8. ...You Give up